# Mosoia saylori
Mosoia saylori is een hooiwagen uit de familie Assamiidae.